# Garfield Blair
Garfield Montgomery Blair II (nacido el 24 de marzo de 1987 en Orange, Florida) es un jugador de baloncesto estadounidense con ascendencia jamaicana que actualmente pertenece a la plantilla del Amics Castelló de la LEB Oro, la segunda división española. Con 1,96 metros de altura juega en la posición de Escolta. Es internacional absoluto con Jamaica

## Escuela secundaria
Asistió al William R. Boone High School de su ciudad natal, Orlando, Florida. Como freshman ayudó a Boone a llegar a las finales estatales Class 6A. Como junior promedió 15,5 puntos y 5,4 rebotes, siendo elegido en el segundo mejor quinteto de la conferencia y recibiendo una mención honorable all-county por el diario Orlando Sentinel.
En su último año, su año senior, promedió 13,4 puntos (52% en tiros de campo) y 5,9 rebotes, recibiendo por segunda vez una mención honorable all-county por el diario Orlando Sentinel y una mención honorable all-conference.
En la victoria en la semifinal de los play-offs del distrito contra Dr.Phillips, anotó 27 puntos y en la victoria en la semifinal regional Class 6A contra el por entonces campeón estatal 6A, Edgewater, anotó 23 puntos.

## Universidad
Se unió en 2005 a los Stetson Hatters, cuya universidad está situada en DeLand, Florida, y donde se graduó en 2009. 
En su año sophomore (2006-2007) lideró al equipo en puntos (13,2), rebotes (5,7) y tiros de campo anotados (151).
Como junior (2007-2008), fue uno de los tres jugadores de la Atlantic Sun Conference en liderar a su equipo en puntos (16,1) y rebotes (5,7), quedando entre los diez máximos anotadores de la conferencia, y fue elegido en el segundo mejor quinteto de la Atlantic Sun Conference y en el mejor quinteto del Glenn Wilkes Classic Tournament.
Al comienzo de su último año, su año senior (2008-2009), fue nombrado mejor jugador de la pretemporada de la Atlantic Sun Conference. Tuvo un promedio como senior de 17,2 puntos (43,3% en tiros de dos y 35,5% en triples), 7,7 rebotes, 2,1 asistencias y 1,1 robos de balón en 33 min de juego, siendo el cuarto máximo anotador de la Atlantic Sun Conference. A final de temporada fue elegido por segunda vez en el segundo mejor quinteto de la Atlantic Sun Conference.
Jugó un total de 123 partidos (95 como titular) en las cuatro temporadas con los Stetson Hatters, promediando 12,8 puntos, 5,5 rebotes, 1,5 asistencias y 1 robo de balón en 27,2 min de media.
Terminó su carrera universitaria siendo el 10º máximo anotador de la historia de Stetson y el 18º máximo anotador de la Atlantic Sun Conference con 1,582 puntos. También finalizó en la Atlantic Sun Conference como el 17º en tiros de dos anotados (562), el 18º en porcentaje de tiros de dos (46,8%), el 11º en tiros libres convertidos (399), el 18º en porcentaje de tiros libres (72,9%), el 23º en rebotes totales (676) y el 24º en puntos por partido (12,8).

## Trayectoria profesional
No fue elegido en el Draft de la NBA de 2009, pero sí fue escogido en el Draft de la D-League de 2010 por los Springfield Armor (4ª ronda, puesto n.º 12). 
No llegó a debutar con el equipo afiliado de los Brooklyn Nets, ya que fue cortado 14 días después de su elección en el draft, el 15 de noviembre de 2010.
Vivió su primera experiencia como profesional en 2012 en las filas de los Kilsyth Cobras, que pertenecen a la Conferencia SEABL-Sur de la State Basketball League australiana. Promedió 20 puntos, 5,3 rebotes y 2 asistencias por partido con el conjunto australiano.
Fichó para la temporada 2012-2013 por el Weber Bahía Basket de la Liga Nacional de Básquet argentina, pero no llegó a debutar en liga ya que fue cortado antes del inicio de la misma.
Terminó la temporada 2012-2013 en los Heartland Eagles de la ABL estadounidense.
Dio el salto a España para la temporada 2013-2014, fichando por el Cáceres Patrimonio de la Humanidad de la LEB Plata, la tercera división española, pero no acabó la temporada en Cáceres, ya fue cortado el 26 de febrero de 2014. Durante su estancia en el conjunto extremeño disputó 18 partidos con un promedio de 9,7 puntos, 3,7 rebotes y 1 asistencia en 26,7 min de media.
Un día después, el 27 de febrero de 2014, el Marín PeixeGalego, también de la LEB Plata, anunció su fichaje hasta final de temporada. En los 6 partidos que jugó en esa temporada con el conjunto gallego, promedió 12,3 puntos, 4,6 rebotes, 2,5 asistencias y 1 robo de balón en 23,4 min de media.
En agosto de 2014, renovó con el Marín PeixeGalego para la temporada 2014-2015. Jugó 31 partidos de liga con el Peixe, promediando 14,2 puntos (40,8% en triples), 3,9 rebotes, 1,3 asistencias y 1 robo de balón en 27,2 min de media.
En julio de 2015, tras estos buenos números en Marín, el Amics Castelló de la LEB Oro, la segunda división española, anunció su fichaje para la temporada 2015-2016.

## Selección Jamaicana
Es internacional absoluto con la selección de baloncesto de Jamaica desde 2010, cuando disputó el Centrobasket 2010 en Santo Domingo, República Dominicana. 
Jamaica quedó en 5ª posición y Blair disputó 4 partidos con un promedio de 15,2 puntos (37,5 % en triples), 6,5 rebotes, 1,8 asistencias y 1,3 robos de balón en 31,2 min de media. Quedó el 8º del torneo en puntos por partido y en su selección fue el máximo anotador, el 2º en rebotes y el 3º en asistencias. 
Disputó también ese año los XXI Juegos Centroamericanos y del Caribe en Mayagüez, Puerto Rico, en los que Jamaica volvió a quedar 5ª. Jugó 4 partidos con un promedio de 8,7 puntos, 3,5 rebotes y 1 asistencia en 20 min de media.
En 2011 disputó el CaribeBasket en Nassau, Bahamas, donde Jamaica se llevó la medalla de bronce. Jugó 5 partidos con un promedio de 12 puntos, 5,6 rebotes, 1,2 asistencias y 1 robo en 24 min de media. Quedó el 3º del torneo en % de tiros libres (84,6 %) y en su selección fue el 3º en puntos y el 4º en rebotes.
Volvió a ser convocado por la selección de baloncesto de Jamaica para el Campeonato FIBA Américas de 2013, celebrado en Caracas, Venezuela. Jugó 2 partidos amistosos contra la selección de baloncesto de Canadá, donde promedió 5 puntos, 3 rebotes y 1,5 asistencias en 17,4 min.
Jamaica quedó en 8ª posición y Blair disputó 8 partidos con un promedio de 5,6 puntos y 3 rebotes en 15,3 min de media.
Participó en el Centrobasket 2014 en Tepic (Nayarit), México, donde Jamaica quedó en 8ª posición. Jugó 4 partidos con un promedio de 13,3 puntos, 5 rebotes y 1,5 asistencias en 33,5 min de media. Quedó el 9º del torneo en puntos por partido y el 2º en min jugados. En su selección fue el 3º en puntos y asistencias y el 4º en rebotes.